# Onthophagus joliveti
Onthophagus joliveti là một loài bọ cánh cứng trong họ Bọ hung (Scarabaeidae).